# Камерун на Светском првенству у атлетици у дворани 2022.
Камерун је учествовао 18. Светском првенству у атлетици у дворани 2022. одржаном у Београду од 18. до 20. марта. Ово је његово једанаесто учешће на светским првенствима. Репрезентацију Камеруна представљао је 1 такмичар који се такмичио у трци на 60 метара.,
На овом првенству такмичар Камеруна ниje освојиo ни једну медаљу нити је остварио неки резултат јер није стартовао.

## Учесници
Мушкарци:
- Емануел Еземе — 60 м

## Резултати

### Мушкарци
| Атлетичар     | Дисциплина | Лични рекорд | Квалификација  | Квалификација  | Полуфинале           | Полуфинале           | Финале               | Финале               | Детаљи |
| Атлетичар     | Дисциплина | Лични рекорд | Резултат       | Место          | Резултат             | Место                | Резултат             | Место                | Детаљи |
| ------------- | ---------- | ------------ | -------------- | -------------- | -------------------- | -------------------- | -------------------- | -------------------- | ------ |
| Емануел Еземе | 60 м       |              | Није стартовао | Није стартовао | Није се квалификовао | Није се квалификовао | Није се квалификовао | Није се квалификовао |        |